# Michail Sergejewitsch Puljajew

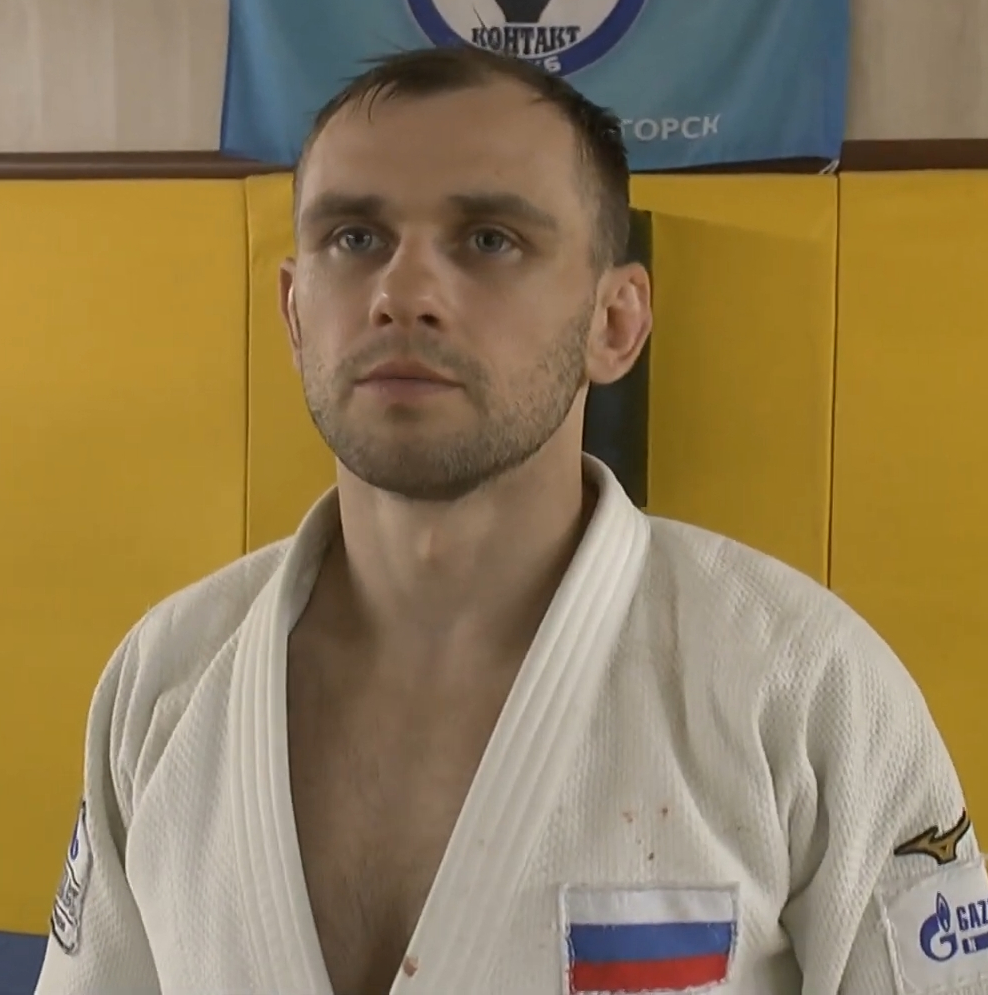
Michail Puljajew (Mai 2021)

Michail Sergejewitsch Puljajew (russisch Михаил Сергеевич Пуляев; * 22. Juni 1987 in Podolsk) ist ein russischer Judoka. Er war 2014, 2015 und 2017 Vizeweltmeister.

## Karriere
Der 1,66 m große Puljajew kämpft seit 2007 im Halbleichtgewicht, der Gewichtsklasse bis 66 Kilogramm. 2008 gewann er in Baku sein erstes Weltcup-Turnier. Im gleichen Jahr war er russischer Meister, 2010 folgte der zweite Meistertitel. 2011 belegte er den fünften Platz bei der Universiade in Shenzhen. 
Bei den Weltmeisterschaften 2013 unterlag er im Viertelfinale dem Brasilianer Charles Chibana. Im Kampf um eine Bronzemedaille verlor er gegen den Ukrainer Heorhij Santaraja. Anfang 2014 gewann Puljajew beim Grand-Slam-Turnier in Paris. Bei den Europameisterschaften 2014 in Montpellier erreichte er mit einem Sieg über den Slowenen Adrian Gomboc das Halbfinale, dort unterlag er dem Franzosen David Larose. Mit einem Sieg über Heorhij Santaraja sicherte sich Puljajew seine erste internationale Medaille. Vier Monate später bei den Weltmeisterschaften in Tscheljabinsk bezwang Puljajew im Viertelfinale seinen Landsmann Kamal Chan-Magomedow und im Halbfinale den Japaner Kengo Takaichi. Im Finale unterlag er dem Japaner Masashi Ebinuma. Bei den im Rahmen der Europaspiele 2015 in Baku ausgetragenen Europameisterschaften 2015 bezwang Puljajew im Viertelfinale den Deutschen Sebastian Seidl und verlor im Halbfinale gegen den Franzosen Loïc Korval. Mit einem Sieg gegen Nicat Şıxəlizadə aus Aserbaidschan erkämpfte Puljajew eine Bronzemedaille. Die Weltmeisterschaften 2015 fanden zwei Monate nach den Europaspielen in Astana statt. Im Viertelfinale besiegte Puljajew wie in Baku den Deutschen Seidl. Im Halbfinale bezwang er den Kasachen Yeldos Zhumakanov. Nach seiner Finalniederlage gegen den Südkoreaner An Ba-ul war er zum zweiten Mal Vizeweltmeister. 2016 siegte Puljajew beim Grand-Slam-Turnier in Baku. Bei den Olympischen Spielen 2016 in Rio de Janeiro schied er in seinem ersten Kampf gegen den Kanadier Antoine Bouchard nach 15 Sekunden durch eine Bestrafung aus.
Bei den Weltmeisterschaften 2017 in Budapest besiegte er im Viertelfinale den Südkoreaner Kim Lim-hwan und im Halbfinale den Israeli Tal Flicker. Im Finale unterlag er dem Japaner Hifumi Abe. Ein Jahr später verlor er bei den Weltmeisterschaften 2018 im Viertelfinale gegen An Ba-ul und in der Hoffnungsrunde gegen Heorhij Santaraja, am Ende belegte er den siebten Platz.